# Люмьер (кинопремия, 1996)
1-я церемония вручения наград премии «Люмьер» за заслуги в области французского кинематографа за 1995 год состоялась 29 января 1996 года.

## Список лауреатов
- Лучший фильм :
  - Ненависть, режиссёр Матьё Кассовиц
- Лучший режиссёр :
  - Матьё Кассовиц, Ненависть
- Лучшая актриса :
  - Изабель Юппер на роль Жанны в Церемония
- Лучший актёр :
  - Мишель Серро за роль Петра Арно в Нелли и месье Арно
- Лучший сценарий :
  - Французский твист – Жозиан Баласко и Патрик Обри
- Лучший иностранный фильм :
  - Андерграунд , режиссёр Эмир Кустурица